# Plateau (Benin)
Plateau ist ein Département Benins mit der Hauptstadt Sakété. Die Stadt wurde allerdings noch nicht offiziell zur Hauptstadt ernannt, nimmt aber sämtliche Hauptstadtfunktionen wahr.

## Geschichte
Plateau entstand 1999 durch die Trennung von dem Departement Ouémé.

## Geografie
Das Departement liegt im Südosten des Landes und grenzt im Norden an das Departement Collines, im Süden an das Departement Ouémé, im Westen an das Departement Zou und im Osten an Nigeria.

### Kommunen

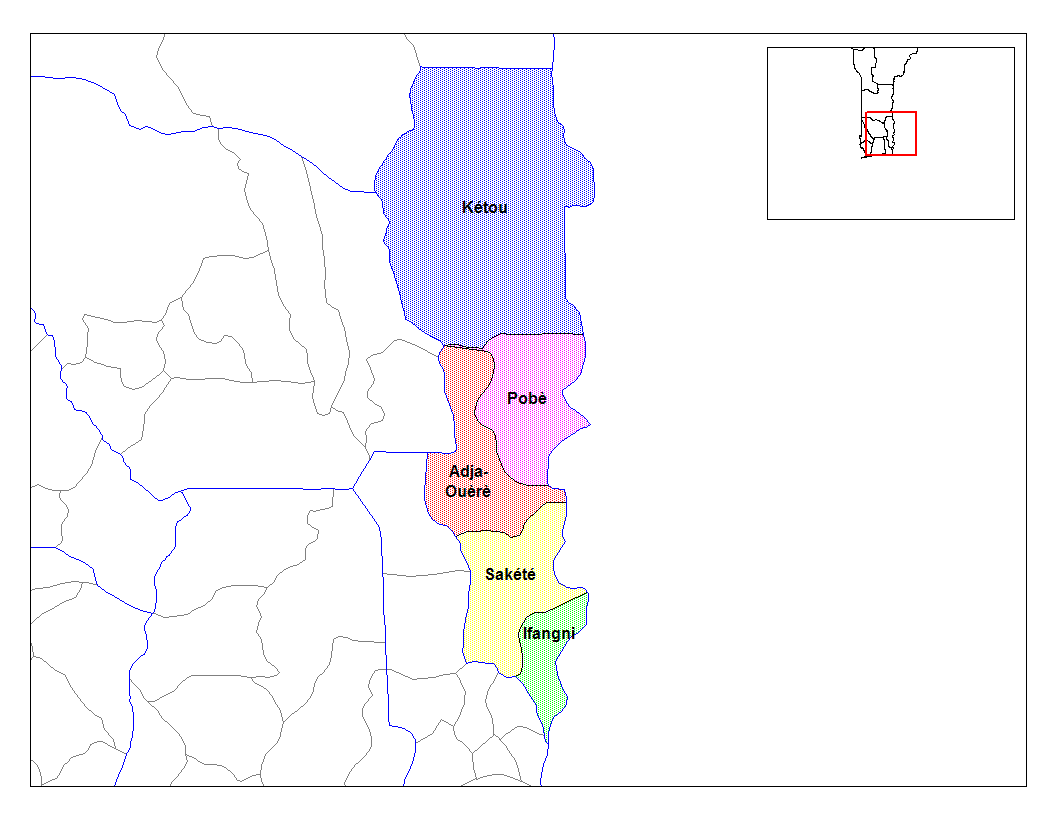
Kommunen von Plateau

- Ifangni
- Adja-Ouèrè
- Kétou
- Pobè
- Sakété

## Bevölkerung
Bei der letzten Volkszählung 2013 zählte das Departement 622.372 Einwohner.

### Bevölkerungsentwicklung
| Jahr        | Einwohnerzahl |
| ----------- | ------------- |
| Zensus 1979 | 208.722       |
| Zensus 1992 | 307.676       |
| Zensus 2002 | 407.116       |
| Zensus 2013 | 622.372       |

### Volksgruppen
Die größten Völker sind die Nagot mit 45,7 %, die Holli mit 20,9 % und die Gun mit 12,4 % Bevölkerungsanteil.

### Religionen
Eine Mehrheit von 75 % der Einwohnerschaft bekennt sich zum Christentum (darunter 51 % Katholiken, 13 % zur Eglise de Céleste und 11 % zu den Methodisten). Die Anhänger des Islams haben mit 17,8 % Anteil die Mitglieder des Voudou-Kults mit 11,6 % hinter sich gelassen (wobei viele Christen und Muslime diesen noch zusätzlich pflegen).